# Maximilien Simon
Maximilien-Charles Simon (* 8. März 1797 in Metz; † 20. September 1861 ebenda) war ein französischer Komponist und Staatsbediensteter.

## Leben
Es wird angenommen, dass Simon mit dem ebenfalls in Metz geborenen Komponisten und Abgeordneten des Nationalkonvent Louis-Victor Simon verwandt war, der als Sekretär Dantons 1794 hingerichtet wurde. Er studierte am Conservatoire de Paris und gewann mit der Kantate Pyrame et Thisbé auf einen Text von J. A. Vinaty den premier Second Grand Prix de Rome nach Edouard Boilly und Louis Ermel.
Später trat er in den Staatsdienst und wurde Postinspektor des Départements Seine. 1860 wurde er auf Vorschlag des Finanzministers zum Chevalier der Légion d’Honneur ernannt. Die Urkunde wurde ihm am 8. September des Jahres vom Staatsrat Auguste Stourm, dem Generaldirektor der Post, überreicht.
| Personendaten    | Personendaten                                  |
| ---------------- | ---------------------------------------------- |
| NAME             | Simon, Maximilien                              |
| ALTERNATIVNAMEN  | Simon, Maximilien-Charles                      |
| KURZBESCHREIBUNG | französischer Komponist und Staatsbediensteter |
| GEBURTSDATUM     | 8. März 1797                                   |
| GEBURTSORT       | Metz                                           |
| STERBEDATUM      | 20. September 1861                             |
| STERBEORT        | Metz                                           |